# Ageratina glabrata
Ageratina glabrata es una especie de planta con flor en la familia Asteraceae. Es originaria de México. 

## Descripción
Es un arbusto que alcanza un tamaño de hasta de 2.5 m de altura con los tallos leñosos. Las hojas son alargadas y u ovadas, con el borde en forma de sierra, la parte de abajo a veces se ve blanquecina. Las flores están en cabezuelas dispuestas en ramitos (panículas), son blancas con los bordes rosa.

## Distribución y hábitat
Originaria de México. Habita en clima templado entre los 1900 a los 2750 m s. n. m. Crece a orillas de caminos, asociada a vegetación perturbada de pastizal, bosques de encino de pino y de junípero.

## Propiedades
En el Estado de México se le emplea para el dolor de estómago tomando la infusión de la raíz y en Hidalgo se usa la parte aérea en cocimiento para baños postparto.

## Taxonomía
Ageratina glabrata fue descrita por (Spreng.) R.M.King & H.Rob.  y publicado en Phytologia 19(4): 214. 1970.
Etimología
Ageratina: nombre genérico que alude a la semejanza de estas plantas con las del género Ageratum.
glabrata: epíteto latíno que significa "glabra".
Sinonimia
- Eupatorium glabratum Kunth
- Eupatorium gonocladum DC.
- Eupatorium piperitum Sessé & Moc.
- Eupatorium xalapense Kunth[4]

## Nombre común
- En México: Chamisa, hierba de la paloma, hierba verde, Jesús, sopilla